# Jaki Byard
Jaki Byard, geboren als John Arthur Byard, Jr. (Worcester, 15 juni 1922 - Boston, 11 februari 1999), was een Amerikaanse jazzmuzikant (piano, saxofoon) en componist. Hij was voornamelijk pianist, maar speelde ook tenor- en altsaxofoons, naast verschillende andere instrumenten. Hij stond bekend om zijn eclectische stijl, waarin hij alles omvatte, van ragtime en stride tot freejazz.
Byard speelde met trompettist Maynard Ferguson in de late jaren 1950 en vroege jaren 1960 en was een aantal jaren lid van bands onder leiding van bassist Charles Mingus, waaronder op verschillende studio- en concertopnamen. De eerste van zijn opnamen als leider was in 1960, maar ondanks dat hij werd geprezen door critici, kregen zijn albums en optredens een niet veel bredere aandacht. In zijn 60-jarige carrière nam Byard minstens 35 albums op als leider en meer dan 50 als sideman. De invloed van Byard op de muziek komt van zijn combinatie van muziekstijlen tijdens de uitvoering en zijn parallelle carrière in het lesgeven.
Vanaf 1969 was Byard nauw betrokken bij het jazzonderwijs: hij begon les te geven aan het New England Conservatory of Music en ging daarna aan de slag bij verschillende andere muziekinstellingen en had ook privéstudenten. Hij bleef optreden en opnemen, voornamelijk solo- en in kleine bands, maar hij leidde ook twee bigbands, een bestaande uit enkele van zijn studenten en de andere uit professionele muzikanten. Zijn dood door een enkel schot terwijl hij in zijn huis was, blijft een onopgelost mysterie.

## Carrière
Byard werd geboren in Worcester, Massachusetts. Op dat moment woonden zijn ouders John sr. en Geraldine Garr in Clayton Street 47. Zijn beide ouders speelden muziekinstrumenten; zijn moeder speelde piano, net als zijn ooms en grootmoeder, die voor het laatst in bioscopen speelden tijdens het tijdperk van de stomme film. Hij begon met pianolessen op 6-jarige leeftijd maar ze eindigden toen zijn familie werd getroffen door de Grote Depressie. Hij kreeg ook een trompet die van zijn vader was en hij probeerde de populaire spelers van die tijd, Roy Eldridge en Walter Fuller, te kopiëren. Als jongen liep hij vaak naar Lake Quinsigamond om te luisteren naar daar optredende bands. Hij hoorde Benny Goodman, Lucky Millinder, Fats Waller en Chick Webb en luisterde op de radio naar andere bands uit die tijd.
Byard begon op 16-jarige leeftijd professioneel piano te spelen, in bands onder leiding van Doc Kentross en Freddy Bates. Zijn vroege lessen bestonden voornamelijk uit het uit het hoofd spelen, dus zijn kennis van theorie en verdere pianotechniek vond plaats in de late jaren 1930 tot 1941, inclusief het studeren van harmonie aan de Commerce High School. In dat jaar werd hij opgeroepen voor het leger, waar hij verder ging met pianolessen en werd beïnvloed door pianist Ernie Washington, met wie hij in een kazerne zat, hoewel Byard in die tijd ook trombone speelde. Hij studeerde ook Igor Stravinsky en Frédéric Chopin en bleef klassieke componisten bestuderen tot in de jaren 1960. Een deel van zijn militaire dienst was in Florida, waar hij mentor was van de jonge saxofonist Cannonball Adderley en diens broer Nat. Na het verlaten van het leger in 1946 bleef Byards muzikale opleiding doorgaan, door middel van discussies met anderen en het gebruik van bibliotheekmateriaal in combinatie met muziekschoolprogramma's.

### Carrière als muzikant
Byard speelde met bands uit de omgeving van Boston, waaronder twee jaar met violist Ray Perry, die Byard aanmoedigde om tenorsaxofoon toe te voegen aan zijn instrumentarium. Daarna trad hij in 1947 toe tot de band van Earl Bostic als pianist en ze toerden ongeveer een jaar. Byard vormde vervolgens een bopband met Joe Gordon en Sam Rivers in Boston, voordat hij een jaar toerde met een showband. Weer terug in Boston had hij drie jaar een vaste baan bij Charlie Mariano in een club in het nabijgelegen Lynn. Ze namen samen op in 1953. Byard was van 1952 tot 1955 lid van de band van Herb Pomeroy als tenorsaxofonist en nam in 1957 met hem op. Byard speelde ook solopiano in Boston in de vroege tot midden jaren 1950 en later freelance in dat gebied in hetzelfde decennium. Hij trad in 1959 in dienst bij Maynard Ferguson en bleef tot 1962. Als een van Fergusons spelers en arrangeurs ontdekte Byard dat zijn eigen voorkeur voor experimenten met maatsoorten, harmonie en vrijere improvisatie werd beperkt door de voorkeuren van andere bandleden.
Byard verhuisde begin jaren 1960 naar New York. Zijn eerste opname als leider, de pianosolo Blues for Smoke, werd daar opgenomen op 16 december 1960 (maar pas in 1988 in de Verenigde Staten uitgebracht). Ook in 1960 speelde Byard voor het eerst met de bassist Charles Mingus. Hij nam uitgebreid op met Mingus in de periode 1962-1964 (ook op de belangrijke albums bij Impulse! Records, Mingus Mingus Mingus Mingus and The Black Saint and the Sinner Lady) en toerde met hem in 1964 door Europa. Byard maakte ook tussen 1960 en 1966 opnamen als sideman met Eric Dolphy, Booker Ervin, Roland Kirk en Sam Rivers. Zijn optreden op Outward Bound van Dolphy plaatste Byard in de voorhoede van de moderne jazz.
Als leider nam Byard in de jaren 1960 een reeks albums op voor Prestige Records. Sommige van deze albums bevatten Richard Davis op bas en Alan Dawson op drums, een trio-combinatie beschreven door criticus Gary Giddins als de meest indrukwekkende ritmesectie van de jaren 1960. Een zo'n album was Jaki Byard With Strings!, een sextet-opname die Byards componeren en arrangeren kenmerkte: op Cat's Cradle Conference Rag speelt elk van de vijf muzikanten vijf standards tegelijkertijd op basis van vergelijkbare harmonieën. Een ander voorbeeld van Byards soms ongebruikelijke benadering van compositie is het titelnummer van Out Front!. Na zijn tijd bij Prestige had Byard meer solo-optredens, deels vanwege zijn genegenheid voor muzikale partners met wie hij een hechte band had gekregen, maar die waren toen overleden.
Byard bleef ook spelen en opnemen met andere leiders. Toen hij in 1965 in Europa was, trad hij toe tot de band van Art Blakey voor een reeks concerten aldaar. In 1967 speelde Byard in een kleine band met drummer Elvin Jones. Tussen 1966 en 1969 nam Byard drie albums op met saxofonist Eric Kloss en keerde in 1970 terug naar Mingus' band, ook voor optredens in Europa. Byard bespeelde in 1974 af en toe de piano in het orkest van Duke Ellington. In 1974-1975 had Byard een residentie bij Bradley's in New York. Hij was ook frontman van de bigband The Apollo Stompers, die eind jaren 1970 werd geformeerd. Er waren twee versies van de band: één bestaande uit muzikanten in New York en de andere met studenten van het New England Conservatory of Music, waar Byard vanaf 1969 les had gegeven.
In 1980 was Byard het onderwerp van de korte documentaire Anything for Jazz, waarin hij speelde, lesgaf en met zijn gezin aanwezig was. In de jaren 1980 bleef zijn belangrijkste instrument de piano en hij speelde nog steeds zowel alt- als tenorsaxofoon, maar hij was gestopt met het spelen van de andere instrumenten die hij professioneel gebruikte (bas, drums, gitaar, trombone en trompet). In diezelfde periode was hij in New York vaak solo, in duo's of in trio's te beluisteren. In 1988 speelde hij met de door Mingus' weduwe geformeerde Mingus Big Band om de composities van de bassist uit te voeren. Byard speelde en nam op met zijn voormalige leerling Ricky Ford van 1989 tot 1991 en bleef spelen en lesgeven in de jaren 1990.

### Carrière als docent
Byard was een bevoorrecht faculteitslid aan het New England Conservatory of Music en hielp bij het opzetten van zijn jazzstudieprogramma, aanvankelijk genaamd Afro-American Music; hij bleef meer dan 15 jaar. Hij doceerde ook vanaf 1975 aan de Hartt School of Music, de Manhattan School of Music van 1989 tot 1999, de New School for Jazz and Contemporary Music en doceerde drie jaar aan de Harvard University.
Als docent en speler stond Byard bekend om zijn kennis van de geschiedenis van de jazzpiano. Dit betekende dat een aantal jonge aspirant-muzikanten hem opzochten als leraar. Een van hen was pianist Jason Moran.
Moran studeerde vier jaar bij Byard en dankt hem voor het ontwikkelen van zijn vaardigheden, het vergroten van zijn bewustzijn van de jazzgeschiedenis en het creëren van zijn bereidheid om met verschillende stijlen te experimenteren. Een andere student, Fred Hersch, meldde dat Byard als docent zowel georganiseerd als chaotisch was: hij gaf zijn studenten werkbladen en liet ze vroeg piano studeren, maar gedroeg zich ook excentriek en miste lessen. Klassieke componist Bruce Wolosoff kreeg les van Byard aan het New England Conservatory en beschouwt hem als een belangrijke invloed. Pianist en singer-songwriter Grayson Hugh studeerde begin jaren 1970 bij Byard.
Jazzfluitiste Jamie Baum studeerde ook bij Byard en organiseerde na zijn dood een tributeband die voornamelijk bestond uit zijn studenten: Baum, Adam Kolker, Jerome Harris, George Schuller en Ugonna Okegwo.

## Overlijden
Byard overleed op 11 februari 1999 op 76-jarige leeftijd in zijn huis in Hollis, Queens aan een schotwond. Hij werd een keer in het hoofd geschoten. De politie meldde dat Byards familie, met wie hij het huis deelde, hem om 18.00 uur voor het laatst heeft gezien, dat hij omstreeks 22.00 uur is vermoord, dat er geen sporen waren van diefstal, inbraak of worsteling en dat er geen wapen werd gevonden. De dood werd al snel uitgeroepen tot moord, maar de omstandigheden eromheen zijn niet vastgesteld en de zaak blijft onopgelost.
Byard werd overleefd door twee dochters, een zoon, vier kleinkinderen en zes achterkleinkinderen. Zijn vrouw was vijf jaar eerder overleden.

## Discografie

### Als leader/co-leader
Byard speelt alleen piano, tenzij anders vermeld.
| Jaar van opname | Titel                                            | Label             | Opmerkingen |
| --------------- | ------------------------------------------------ | ----------------- | --- |
| 1960            | Blues for Smoke                                  | Candid            | Solopiano |
| 1961            | Here's Jaki                                      | New Jazz          | Trio, met Ron Carter (bas), Roy Haynes (drums); Byard speelt ook altsax |
| 1962            | Hi-Fly                                           | New Jazz          | Trio, met Ron Carter (bas), Pete La Roca (drums) |
| 1964            | Out Front!                                       | Prestige          | Trio, met Bob Cranshaw en Ron Carter (bas; apart), Walter Perkins en Roy Haynes (drums; apart); kwintet met Richard Williams (trompet), Booker Ervin (tenorsax) toegevoegd op sommige nummers; Byard speelt ook altsax |
| 1965            | Jaki Byard Quartet Live!, Vol. 1                 | Prestige          | Kwartet, met Joe Farrell (tenorsax, sopraansax, fluit), George Tucker (bas), Alan Dawson (drums, vibrafoon); in concert                                                                                                |
| 1965            | Jaki Byard Quartet Live!, Vol. 2                 | Prestige          | Bezetting als Jaki Byard Quartet Live!, Vol. 1; in concert |
| 1965            | The Last from Lennie's                           | Prestige          | Bezetting als Jaki Byard Quartet Live!, Vol. 1; in concert |
| 1966            | Freedom Together!                                | Prestige          | Trio, met Richard Davis (bas, cello), Alan Dawson (drums, vibrafoon); Junior Parker (zang) op sommige nummers; Byard speelt ook elektrische piano, celeste, vibrafoon, tenorsax, drums                                 |
| 1965–67         | On the Spot!                                     | Prestige          | Kwartet, met Jimmy Owens (trompet, bugel), Paul Chambers (bas), Billy Higgins (drums); trio met George Tucker (bas), Alan Dawson (drums) op een nummer; Byard speelt ook altsax                                        |
| 1967            | Sunshine of My Soul                              | Prestige          | Trio, met David Izenzon (bas), Elvin Jones (drums); Byard speelt ook gitaar |
| 1968            | Jaki Byard with Strings!                         | Prestige          | Sextet, met George Benson (gitaar), Ray Nance (viool, zang), Ron Carter (cello), Richard Davis (bas), Alan Dawson (drums, vibrafoon); Byard speelt ook orgel                                                           |
| 1968            | The Jaki Byard Experience                        | Prestige          | Kwartet, met Roland Kirk (tenorsax, manzello, klarinet, fluit), Richard Davis (bas), Alan Dawson (drums) |
| 1969            | Solo Piano                                       | Prestige          | Solopiano |
| 1971            | Live at the Jazz'Inn                             | Futura            | Trio, met Gus Nemeth (bas), Jean My Truong en Gerald Byard (drums; apart) |
| 1971            | Parisian Solos                                   | Futura            | Solopiano |
| 1972            | The Entertainer                                  | Victor            | Solopiano |
| 1972            | Duet!                                            | MPS               | Duo, met Earl Hines (piano) |
| 1972            | There'll Be Some Changes Made                    | Muse              | Solopiano; ook uitgebracht als Empirical |
| 1976            | Flight of the Fly                                | Le Chant du Monde | Solopiano |
| 1978            | Family Man                                       | Muse              | Trio, met Major Holley (bas, tuba), J. R. Mitchell (drums); Warren Smith (drums, vibrafoon) vervangt Smith op sommige nummers; Byard speelt ook tenorsax, altsax                                                       |
| 1978            | Sunshine of My Soul: Live at the Keystone Korner | HighNote          | Solopiano; in concert; uitgebracht in 2007 |
| 1978–79         | A Matter of Black and White                      | HighNote          | Solopiano; in concert; uitgebracht in 2011 |
| 1979            | The Late Show: An Evening with Jaki Byard        | HighNote          | Solopiano; in concert; uitgebracht in 2014 |
| 1981            | Improvisations                                   | Soul Note         | Duo, met Ran Blake (piano) |
| 1981            | To Them – To Us                                  | Soul Note         | Solopiano |
| 1982            | The Magic of 2                                   | Resonance         | Duo, met Tommy Flanagan (piano); wat solopiano; uitgebracht in 2013 |
| 1984            | Live at the Royal Festival Hall                  | Leo               | Duo, met Howard Riley (piano); wat solopiano |
| 1984            | Phantasies                                       | Soul Note         | Met de Apollo Stompers |
| 1988            | Phantasies II                                    | Soul Note         | Met de Apollo Stompers |
| 1988            | Foolin' Myself                                   | Soul Note         | Trio, met Ralph Hamperian (bas), Richard Allen (drums) |
| 1991            | Jaki Byard at Maybeck                            | Concord           | Solo piano; in concert |
| 1996            | The Changes of Life                              | Meldac            | Trio, met Ralph Hamperian (bas), Richard Allen (drums) |
| 1997            | This Happening                                   | Justin Time       | Duo, met Michael Marcus (verschillende rietinstrumenten) |
| 1997            | Night Leaves                                     | Brownstone        | Duo, met David Eyges (elektrische cello) |
| 1998            | July in Paris                                    | Fairplay          | Trio, met Ralph Hamperian (bas), Richard Allen (drums); kwartet met Ricky Ford (tenorsaxofoon) toegevoegd aan sommige nummers; in concert                                                                              |
| 1998            | My Mother's Eyes                                 | Fairplay          | Met de Apollo Stompers |

### Als sideman
Een asterisk (*) geeft het jaar van uitgave aan.
| Jaar van opname | Leader                            | Titel                                                  | Label          |
| --------------- | --------------------------------- | ------------------------------------------------------ | -------------- |
| 1965            | Art Blakey                        | Live in '65                                            | Jazz Icons     |
| 1973            | Al Cohn and Zoot Sims             | Body and Soul                                          | Muse           |
| 1960–61         | Chris Connor and Maynard Ferguson | Double Exposure                                        | Atlantic       |
| 1960            | Eric Dolphy                       | Far Cry                                                | New Jazz       |
| 1960            | Eric Dolphy                       | Outward Bound                                          | Prestige       |
| 1960            | Don Ellis                         | How Time Passes                                        | Candid         |
| 1961            | Don Ellis                         | New Ideas                                              | New Jazz       |
| 1963            | Booker Ervin                      | The Freedom Book                                       | Prestige       |
| 1964            | Booker Ervin                      | The Space Book                                         | Prestige       |
| 1963–1964       | Booker Ervin                      | Groovin' High                                          | Prestige       |
| 1965            | Booker Ervin                      | The Trance                                             | Prestige       |
| 1965            | Booker Ervin                      | Setting the Pace                                       | Prestige       |
| 1966            | Booker Ervin                      | Heavy!!!                                               | Prestige       |
| 1960            | Maynard Ferguson                  | Newport Suite                                          | Roulette       |
| 1960            | Maynard Ferguson                  | Let's Face the Music and Dance                         | Roulette       |
| 1961            | Maynard Ferguson                  | Maynard '61                                            | Roulette       |
| 1961            | Maynard Ferguson and Chris Connor | Two's Company                                          | Roulette       |
| 1961            | Maynard Ferguson                  | 'Straightaway' Jazz Themes                             | Roulette       |
| 1961            | Maynard Ferguson                  | Maynard '64                                            | Roulette       |
| 1978            | Ricky Ford                        | Manhattan Plaza                                        | Muse           |
| 1989            | Ricky Ford                        | Manhattan Blues                                        | Candid         |
| 1990            | Ricky Ford                        | Ebony Rhapsody                                         | Candid         |
| 1991            | Ricky Ford                        | American-African Blues                                 | Candid         |
| 1962            | Honi Gordon                       | Honi Gordon Sings                                      | Prestige       |
| 1971            | Quincy Jones                      | Smackwater Jack                                        | A&M            |
| 1964*           | Rufus Jones                       | Five on Eight                                          | Cameo          |
| 1984            | Clifford Jordan                   | Dr. Chicago                                            | Bee Hive       |
| 1965            | Roland Kirk                       | Rip Rig & Panic                                        | Limelight      |
| 1966            | Roland Kirk                       | Here Comes the Whistleman                              | Atlantic       |
| 1966            | Eric Kloss                        | Grits & Gravy                                          | Prestige       |
| 1968            | Eric Kloss                        | Sky Shadows                                            | Prestige       |
| 1969            | Eric Kloss                        | In the Land of the Giants                              | Prestige       |
| 1998            | Michael Marcus                    | Involution                                             | Justin Time    |
| 1950            | Charlie Mariano                   | Charlie Mariano with His Jazz Group                    | Imperial       |
| 1951            | Charlie Mariano                   | Modern Saxophone Stylings of Charlie Mariano           | Imperial       |
| 1962            | Makanda Ken McIntyre              | Year of the Iron Sheep                                 | United Artists |
| 1975            | Makanda Ken McIntyre              | Home                                                   | SteepleChase   |
| 1962            | Charles Mingus                    | The Complete Town Hall Concert                         | Blue Note      |
| 1963            | Charles Mingus                    | The Black Saint and the Sinner Lady                    | Impulse!       |
| 1963            | Charles Mingus                    | Mingus Mingus Mingus Mingus Mingus                     | Impulse!       |
| 1964            | Charles Mingus                    | Town Hall Concert                                      | Jazz Workshop  |
| 1964            | Charles Mingus                    | The Great Concert of Charles Mingus                    | America        |
| 1964            | Charles Mingus                    | Mingus in Europe Volume I                              | Enja           |
| 1964            | Charles Mingus                    | Mingus in Europe Volume II                             | Enja           |
| 1964            | Charles Mingus                    | Mingus at Monterey                                     | Jazz Workshop  |
| 1964            | Charles Mingus                    | Astral Weeks                                           | Moon           |
| 1964            | Charles Mingus                    | Charles Mingus Sextet with Eric Dolphy Cornell 1964    | Blue Note      |
| 1964            | Charles Mingus                    | Revenge!                                               | Revenge        |
| 1970            | Charles Mingus                    | Charles Mingus in Paris: The Complete America Session  | Sunnyside      |
| 1970            | Charles Mingus                    | Charles Mingus Sextet In Berlin                        | Beppo          |
| 1988            | Mingus Dynasty                    | Live at the Theatre Boulogne-Billancourt/Paris, Vol. 1 | Soul Note      |
| 1988            | Mingus Dynasty                    | Live at the Theatre Boulogne-Billancourt/Paris, Vol. 2 | Soul Note      |
| 1969            | Ray Nance                         | Body and Soul                                          | Solid State    |
| 1957            | Herb Pomeroy                      | Life Is a Many Splendored Gig                          | Roulette       |
| 1965            | Dannie Richmond                   | "In" Jazz for the Culture Set                          | Impulse!       |
| 1964            | Sam Rivers                        | Fuchsia Swing Song                                     | Blue Note      |
| 1985            | Jordan Sandke                     | Rhythm Is Our Business                                 | Stash          |
| 1978            | Archie Shepp                      | Lady Bird                                              | Denon          |
| 1981            | (Various)                         | Amarcord Nino Rota                                     | Hannibal       |
| 1974            | Phil Woods                        | Musique du Bois                                        | Muse           |

## Boekwerken
- Ian Carr, Digby Fairweather, Brian Priestley. Jazz Rough Guide. Stuttgart: Metzler 1999; ISBN 3-476-01584-X
- Martin Kunzler, Jazzlexikon Band 1, Reinbek: Rowohlt 2002; ISBN 3-499-16512-0

- Bibsys: 2109540
- Bibliothèque nationale de France: cb138920338 (data)
- Gemeinsame Normdatei: 134582888
- International Standard Name Identifier: 0000 0000 9615 6501
- Library of Congress Control Number: n78048954
- MusicBrainz: 3f627e4e-4d29-45f0-8dd0-84a8b7f41799
- Nationale Bibliotheek van Tsjechië: ola2002159276
- Nationale Bibliotheek van Israël: 987007332271305171
- Nederlandse Thesaurus van Auteursnamen: 096749385
- Réseau des bibliothèques de Suisse occidentale: 02-A003062923
- Istituto Centrale per il Catalogo Unico: LO1V262942
- SNAC: w6pg2qp8
- Système universitaire de documentation: 079490034
- Virtual International Authority File: 61731187
- WorldCat: E39PBJfCB3yQfPYWRT9dvxMF8C